# Daniel Chee Tsui
Daniel Chee Tsui (en xinès: 崔琦; pinyin: Cuī Qí) (Henan, Xina, 1939) és un físic estatunidenc, d'origen xinès, guardonat amb el Premi Nobel de Física l'any 1998.

## Biografia
Va néixer el 28 de febrer de 1939 a la província xinesa de Henan. Després d'estudiar secundària a Hong Kong, el 1958 es traslladà als Estats Units per estudiar física a l'Augustana College. El 1982, aconseguí el doctorat en física a la Universitat de Chicago i fou nomenat professor d'enginyeria elèctrica a la Universitat de Princeton.

## Recerca científica
Inicià la seva recerca científica en la microestructura dels semiconductors i en la física de l'estat sòlid. El 1998 fou guardonat, juntament amb el físic alemany Horst Ludwig Störmer i el nord-americà Robert B. Laughlin, amb el Premi Nobel de Física per la seva contribució al descobriment de l'efecte Hall quàntic en les seves investigacions realitzades a l'Institut Tecnològic de Massachusetts.